# イーゴリ・シソエフ
イーゴリ・ウラジーミロヴィチ・シソエフ (ロシア語: Игорь Владимирович Сысоев) は、ロシアのソフトウェア工学者。2004年にフリーかつオープンソースのWebサーバであるnginxをリリースし、2011年にNginx, Inc.を設立した。
1970年に生まれカザフ・ソビエト社会主義共和国のアルマ・アタで育った。1994年にバウマン記念モスクワ国立工科大学を卒業し、コンピューターサイエンスの学位を取得した。
2019年12月12日には、ロシア警察によるNginxオフィスの家宅捜索を受け、一時的に拘束されたと報じられた。
2022年1月18日に、Nginxおよびその親会社であるF5 Networks.Incから退職すると発表された。